# Changzhou (Wuzhou)
Changzhou (en chino, 长洲区; pinyin, Chǎngzhōu qū) es un distrito urbano bajo la administración directa de la Prefectura Wuzhou en la Región autónoma de Guangxi, República Popular China. Su área es de 372 km² y su población total para 2020 fue de 300 mil habitantes.

## Administración
El distrito de Changzhou se divide en 5 pueblos que se administran en 3 sud-distritos y 2 poblados.